# Étoile de Bessèges 2011
La 41e édition de la course cycliste par étapes Étoile de Bessèges a eu lieu du 2 au 6 février 2011. La course fait partie de l'UCI Europe Tour 2011, en catégorie 2.1. C'est le Français Anthony Ravard (AG2R La Mondiale) qui remporte cette édition.

## Les équipes engagées
Liste des engagés
| N.    | Équipe                  |
| ----- | ----------------------- |
| 1-8   | Cofidis                 |
| 11-18 | BigMat-Auber 93         |
| 21-28 | Roubaix Lille Métropole |
| 31-38 | Skil-Shimano            |
| 41-48 | Topsport Vlaanderen     |
| 51-58 | Landbouwkrediet         |
| 61-68 | FDJ                     |
| 71-78 | Team Katusha            |
| 81-88 | Vacansoleil-DCM         |

| N.      | Équipe                |
| ------- | --------------------- |
| 91-98   | Bretagne-Schuller     |
| 101-108 | AG2R La Mondiale      |
| 111-118 | Team Type 1           |
| 121-128 | Europcar              |
| 131-138 | An Post-Sean Kelly    |
| 141-148 | Saur-Sojasun          |
| 151-158 | Verandas Willems      |
| 161-168 | VC La Pomme Marseille |

## Classements des étapes
| Étape     | Date      | Villes étapes                            | km    | Vainqueur d’étape  | Leader du classement général |
| --------- | --------- | ---------------------------------------- | ----- | ------------------ | ---------------------------- |
| 1re étape | 2 février | Beaucaire - Bellegarde                   | 153,1 | Yauheni Hutarovich | Yauheni Hutarovich           |
| 2e étape  | 3 février | Nîmes - Saint-Ambroix                    | 149,4 | Lloyd Mondory      | Anthony Ravard               |
| 3e étape  | 4 février | Saint-Victor-la-Coste - Laudun-l'Ardoise | 152,5 | Samuel Dumoulin    | Johnny Hoogerland            |
| 4e étape  | 5 février | Alès - Alès                              | 152,4 | Stéphane Poulhiès  | Anthony Ravard               |
| 5e étape  | 6 février | Gagnières - Bessèges                     | 145   | Saïd Haddou        | Anthony Ravard               |

## Classement général
|    | Cycliste          | Équipe                  |    | Temps            |
| -- | ----------------- | ----------------------- | -- | ---------------- |
| 1  | Anthony Ravard    | AG2R La Mondiale        | en | 17 h 46 min 10 s |
| 2  | Marco Marcato     | Vacansoleil-DCM         | +  | 7 s              |
| 3  | Johnny Hoogerland | Vacansoleil-DCM         |    | 7 s              |
| 4  | Pierrick Fédrigo  | FDJ                     |    | 15 s             |
| 5  | Jérôme Coppel     | Saur-Sojasun            |    | 19 s             |
| 6  | Cyril Gautier     | Europcar                |    | 20 s             |
| 7  | Steven Tronet     | Roubaix Lille Métropole |    | 20 s             |
| 8  | Maxime Bouet      | AG2R La Mondiale        |    | 20 s             |
| 9  | Arthur Vichot     | FDJ                     |    | 20 s             |
| 10 | Vladimir Gusev    | Team Katusha            |    | 23 s             |